# Sueños y discursos

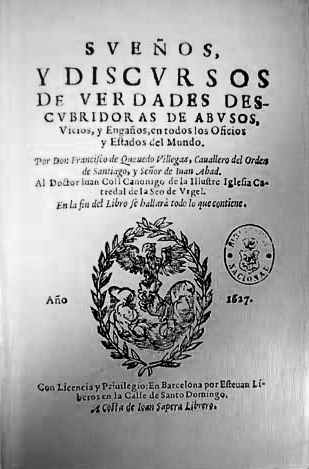
Portada de la primera edición de los Sueños (1627).

 Sueños y discursos de verdades descubridoras de abusos, vicios y engaños en todos los oficios y estados del mundo es la obra filosófica más famosa de Francisco de Quevedo. Fue publicada en Barcelona por Esteban Liberós, a costa de Juan Sapera en 1627. Junto con La vida del Buscón, es la obra más conocida y compleja de Quevedo.
Considerada una de las obras maestras de la prosa española del Barroco, está compuesta por cinco partes: Sueño del Juicio Final, El alguacil endemoniado, Sueño del Infierno, El mundo por de dentro y Sueño de la muerte. Todos destacan por sus juegos conceptistas, sus alegorías y el riquísimo léxico del autor. Quevedo adapta la tradición humanista a su época, a través de breves anécdotas, para lograr ejercer una crítica social hacia todos los estamentos de la España de los Austrias.
Debido a la férrea censura de la época, que ya había ocasionado problemas a Quevedo, en 1631 se publicaron versiones expurgadas de los Sueños con el nombre de Juguetes de la niñez. A partir de esta edición Sueño del Juicio Final fue llamado Sueño de las calaveras; El alguacil endemoniado, El alguacil alguacilado; Sueño del Infierno, Zahúrdas de Plutón; El mundo por de dentro mantuvo su nombre siempre y Sueño de la Muerte fue conocido como Visita de los chistes.
El pesimismo de Quevedo, como corresponde al barroco, plantea una justicia divina más cercana al castigo que a la gracia. Los relatos oscilan entre disquisiciones filosóficas y moralistas. Explica los tipos de hombres, cómo se condena la raza humana y la naturaleza de los demonios, y ataca los vicios de sus contemporáneos.

## Contexto

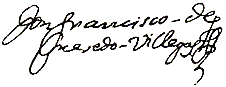
Firma de Francisco de Quevedo.

Es la obra más popular de Quevedo, y fue escrita por partes entre 1605 y 1621. Según George Haley, el primero en componerse fue El sueño del juicio final, en 1605, seguido por El alguacil endemoniado en 1607. En 1608 se compuso el Sueño del infierno y en 1612 El mundo por de dentro. Finalmente, el último de los Sueños quevedianos data de 1621, el Sueño de la muerte. 
La datación cronológica permite establecer dos grandes bloques de obras: el primero (1606-1608) y el segundo, que abarca un mayor período de tiempo y comprende los dos últimos opúsculos, escritos en 1612 y 1621 respectivamente. En 1610 la censura inquisitorial frustró el intento de Quevedo por publicar sus tres primeros Sueños. De hecho, los únicos considerados como sueños eran el Juicio y el Infierno. El título de «discursos» le fue aplicado por las sátiras a las costumbres y críticas de la época, además, por «discurso» se entienden únicamente los textos más largos de la obra publicada en 1627.
El hecho de que la visión soñada no constituya un elemento común a los cinco textos da una idea de que Quevedo no empleó ningún plan para escribir su obra. El madrileño elaboró los Sueños a base de temas utilizados por él mismo y que retomará después, también empleó ideas prestadas de la Antigüedad clásica.

## Estilo y lenguaje

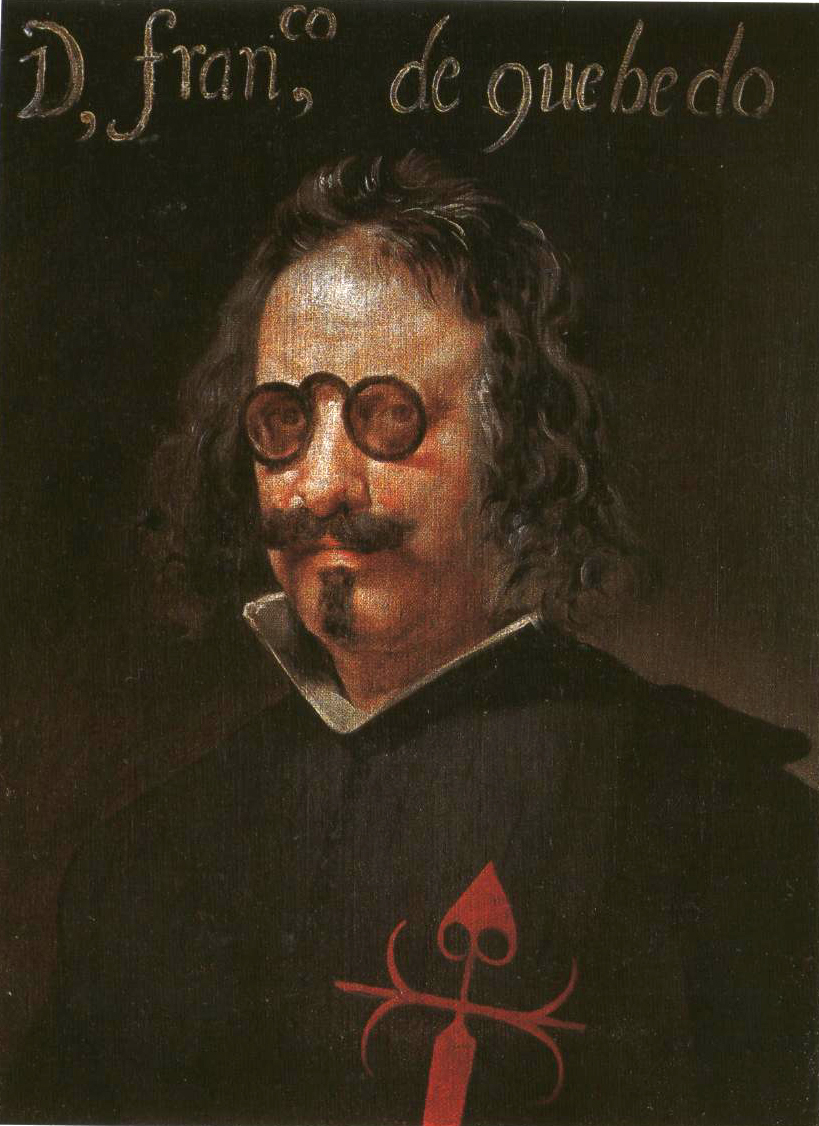
Retrato de Francisco de Quevedo.

Se ha debatido la unidad de los Sueños de Quevedo como conjunto orgánico o como piezas independientes. En el prólogo del Alguacil endemoniado ya se perfila la posibilidad de una serie de sátiras, teoría que se refuerza con las numerosas dedicatorias y alegorías que se encuentran en los prólogos a cada uno de los cinco sueños. Cada uno constituye una unidad subrayada por la misma temática, fantasía moral y burlas ultraterrenas.
De ninguna manera Quevedo utilizó un plan para estructurar su obra. En los tres primeros Sueños se percibe una línea organizativa central, ya que se corresponden con las postrimerías del ser humano catalogadas por la Iglesia católica: muerte, infierno y juicio. El Juicio sería una especie de prólogo, y la Muerte el final de la serie. En sí, cada uno de los Sueños posee una intertexualidad única, además de figuras retóricas y sátiras con leves intentos de agrupación en torno al resto.
Aunque la mayoría de las fuentes de Quevedo son humanistas, el autor las adapta de acuerdo a personajes y situaciones coetáneas a él. Algunas de las fuentes que utiliza y manipula intertextualmente son Juvenal, Virgilio, Erasmo y Luciano. Al ser la sátira de oficios y estados el tema más recurrente en Quevedo, se halla más o menos el mismo repertorio en las sátiras. De bajos oficios y figuras ridículas, como los hidalgos, se sirve Quevedo para atacar los vicios de la corrupta, hipócrita y vanidosa sociedad del Siglo de Oro.
También critica a los médicos, «el mayor enemigo de la vida», y a los boticarios, a quienes acusa de enfermar a sus clientes vendiéndoles porquerías. El conservadurismo ideológico de Quevedo resalta los rasgos ridiculizadores de cada estrato social en la España de Felipe IV, para poner de relieve la general corrupción de las costumbres y de la naturaleza humana que se vivía en la sociedad española del Siglo de Oro.
En su época, los Sueños fueron clasificados como «obra de ingenio» y es probable que haya sido leída como obra de entretenimiento y no como sátira social. Es una de las obras más audaces del barroco español, tanto por su temática como por su lenguaje. Quevedo emplea temas archidifundidos por la Iglesia para luego reinterpretarlos, a fin de combinar las temáticas cultas con la tradición popular. La intención moralizadora de Quevedo tiene como objetivo la sociedad urbana, pues rara vez muestran sus personajes a los miembros de la clase rural. Al autor le interesan esos sectores porque son con los que más se relaciona y, como fiel escribano, guarda una devoción casi religiosa por sus superiores, lo que no los exenta de ser blanco de sus críticas, como al Conde-Duque de Olivares o al mismo Felipe IV en El chitón de las tarabillas.

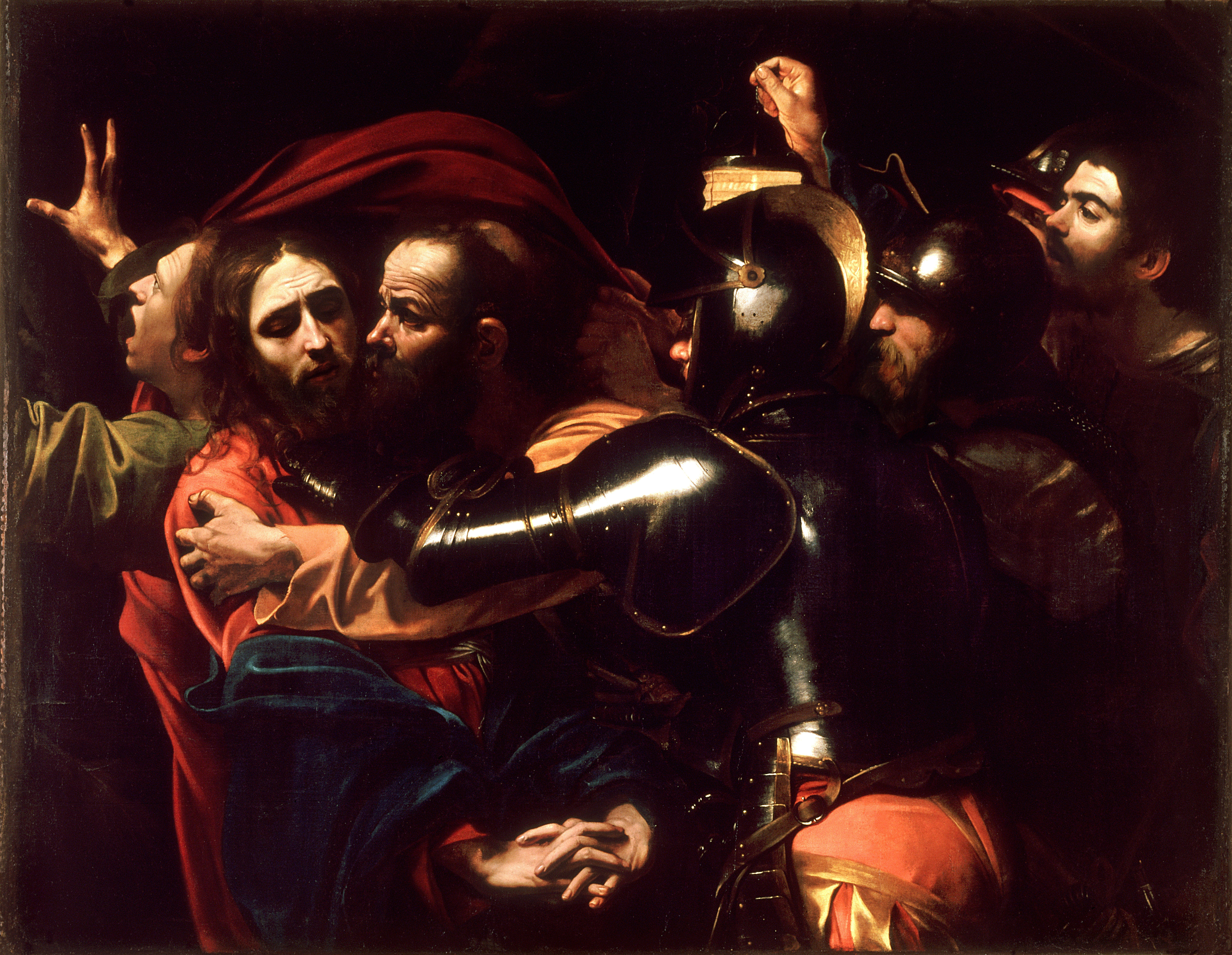
La captura de Cristo, de Michelangelo Merisi da Caravaggio (c. 1602). Judas Iscariote es una constante en la obra de Quevedo y una de sus obsesiones personales.

Los sueños no representan, como algunos estudiosos han querido ver, una coherencia y profundidad satírica, como sí se encuentra en El Criticón de Baltasar Gracián. El hilo conductor de los ataques a razas, vicios, nacionalidades e incluso defectos físicos obedece solo a las particulares obsesiones de Quevedo, quien repite las mismas fórmulas estilísticas que en otras de sus obras. También puede considerarse su obra como un fiel reflejo de su ideología política, que muchos autores consideran conservadora, casi fanática. Por ejemplo, el personaje de Judas Iscariote —que siempre fascinó a Quevedo— es representado por el madrileño como judío, comerciante, pelirrojo y homosexual. Encarna así todos los vicios de los grupos humanos a los que Quevedo ataca con sorna en sus obras, sobre la base de sus ideas morales y sociales.
A lo largo de su obra Quevedo muestra un carácter marcadamente misógino, al atribuir a la mujer cualidades negativas como codicia, venalidad, deshonestidad, belleza artificial, hipocresía y mentira, de lo que tacha especialmente a las mujeres hermosas. Este es un motivo bastante recurrente por el autor, que desarrolló en algunos de sus sonetos. Al poder corruptor del dinero y a la obsesión por obtenerlo a como dé lugar atribuye Quevedo la ruina de España, a través de un talante satírico y burlesco. Aunque muchos autores suponen que Quevedo mantiene una actitud reformista, la conclusión generalmente aceptada pone en primer plano la dimensión puramente literaria, disminuyendo el alcance social de los Sueños.
Ignacio Arellano considera a Los sueños como «el más afilado ataque contra todo el sistema político social que jamás se escribiera en el período de declinación de la monarquía española». Otros autores, como James O. Crosby, matizan esta hipótesis al señalar que el ataque no es contra el sistema en sí, sino contra la monstruosa corrupción que amenazaba incluso la propia vigencia del aparato monárquico.

## Análisis

### Sueño del Juicio Final

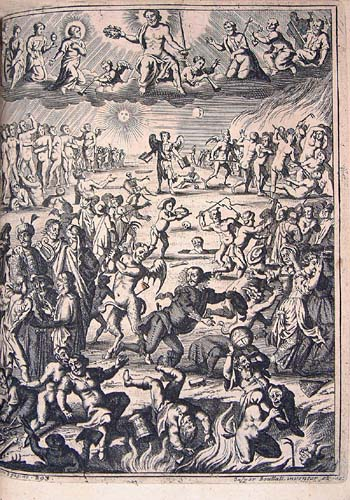
Ilustración del Juicio Final en una edición de 1699 (Amberes, Henrico y Cornelio Verdussen).

Es el primer Sueño, y se caracteriza por ser el más escueto, jocoso y desenfadado, a diferencia de otras obras quevedescas del mismo período como La vida del Buscón. El tema del Juicio Final —uno de los preferidos de la Contrarreforma— es solo un pretexto para hilvanar escenas sueltas sobre los distintos oficios del mundo y emitir graciosos juegos de palabras. Crosby conjetura que esta obra nunca se publicó en su forma original, debido a las poderosas críticas contra elementos de la España de los Felipes.
La justicia y su aplicación en la época de Quevedo constituye uno de los tópicos sobre los que se cimenta este sueño. Otro de los elementos importantes es la degradación física, mutilación casi grotesca, de los condenados, que se repite a lo largo del texto.
Esta narración comienza al insertar siete textos clásicos, entre ellos uno de Homero. El narrador, que se compara con varios reyes y profetas del Antiguo Testamento, señala que su sueño es de inspiración divina.
En la primera parte, Quevedo satiriza algunos pasajes del Apocalipsis de san Juan, en forma de visiones irónicas sobre el cielo y el infierno. Toda la acción se realiza en un valle, de acuerdo a lo narrado en el Libro de Joel. El narrador observa el espectáculo desde una cuesta y señala varias dificultades para percibir los sucesos, lo que brinda de un inusitado dramatismo a la escena.
Las referencias al transcurso del tiempo son bastante abstractas, al punto de que no se puede reconstruir o calcular la duración del juicio. Destaca la condenación de los escribanos y fariseos, que ocurre antes de la presentación de Judas, Mahoma y Martín Lutero como los máximos pecadores de la humanidad.
Por último, el desorden estructural y la carencia de lógica permiten a Quevedo representar el azoro de los seres humanos desprevenidos ante la llegada del Juicio. Una escena que podría considerarse majestuosa y soberana se convierte en una parodia plagada de ironías e irreverencias. Al final del Sueño, el narrador despierta y concluye diciendo que su objetivo es la meditación y la reflexión.

### El alguacil endemoniado
A diferencia del Juicio, esta sátira es la primera presentada en forma de discurso o coloquio entre un interlocutor y el Diablo. El licenciado Calabrés, sacerdote hipócrita y realizador de exorcismos, es el otro personaje del Alguacil. Intenta repetidamente exorcizar al demonio que ha poseído al alguacil, aunque no tiene mucho éxito. Para Crosby, Calabrés representa a todos aquellos que callan la verdad, ora por miedo, ora por velar sus intereses. El mismo Quevedo, por temor a la represión ideológica, se negó a publicar tal cual muchos de sus escritos.

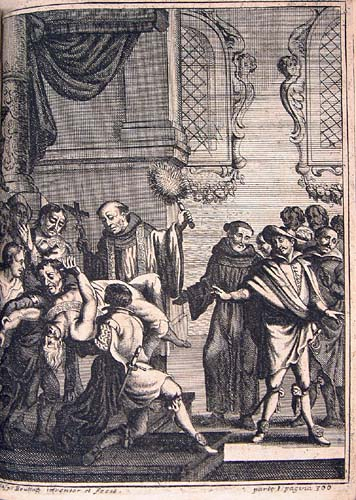
El alguacil endemoniado.

El sacerdote Calabrés, clérigo de alto rango en la España de los Felipes, personaliza la sátira burlona y ácida que Quevedo realiza contra el enorme poder de la Iglesia española. La sátira es muy atrevida, ya que durante la parodia del exorcismo Calabrés mantiene una conversación personal y directa con el espíritu maligno, cosa prohibida específicamente por el Rituale romanum.
En la parroquia de san Pedro Mártir de Madrid Quevedo sitúa la acción del Alguacil. En este contexto físico se traslucen varias implicaciones socioculturales de la obra, como la crítica a las supersticiones populares que atribuían a los demonios todos los males de la sociedad. Quevedo conocía bien este fenómeno y a lo largo de su obra lo ridiculiza y hace ver obsoleto y pasado de moda. La elección de la iglesia de san Pedro Mártir como vehículo para narrar la obra no es casualidad: desde mediados del siglo XVI circulaba una leyenda popular que otorgaba facultades sobrenaturales a una campana que estuvo en la torre mudéjar de San Pedro hasta 1567. Situar un exorcismo en dicho lugar es una alusión encubierta al poder de la campana, que protegía contra los rayos y los demonios. Calabrés representa una realidad muy común en la España de Quevedo: religión y creencias supersticiosas como elemento fundamental de una sociedad regida por la Iglesia. La Inquisición, representada por su santo patrono —san Pedro Mártir—, era omnipresente en todos los aspectos del país, ejercía una influencia demasiado poderosa que Quevedo intenta retratar en su discurso.
Calabrés acusa al diablo de mentir y pone en tela de juicio la veracidad de sus palabras, escudándose en las numerosas condenas que la Iglesia ha lanzado contra él a lo largo de los siglos. El sacerdote se ha colocado a sí mismo en una especie de antagonista de la verdad, por lo que el diablo le recuerda algunas leyendas grecorromanas sobre la Verdad y la Justicia. Al final, Quevedo pide a sus lectores que lean con atención el Alguacil, porque algo de cierto encierran las palabras del demonio, injustamente tratado por el ensalmador Calabrés.
El último párrafo del texto contiene cuatro citas sobre sujetos que tradicionalmente han sido tenidos por malos, como Herodes Antipas o Caifás, a quienes Quevedo intenta analizar imparcialmente para descubrir la verdad de sus acciones. Son citas complicadas y enigmáticas, que, sin embargo, ofrecen gran relación con los exorcismos.

### Sueño del Infierno

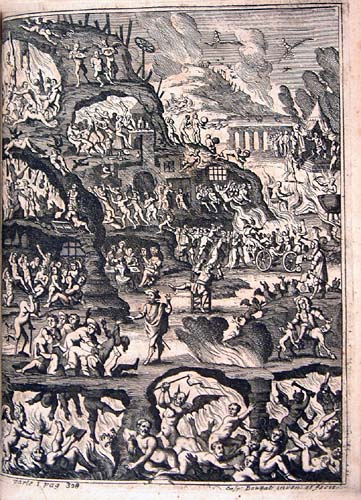
El sueño del Infierno.

Para diferenciarse del estilo jocoso y desenfadado propio del Alguacil, Quevedo ocupa aquí un lenguaje más brusco y hostil hacia sus lectores, que puede notarse desde las primeras líneas del prólogo. La razón más poderosa que se ha supuesto para este cambio podría ser la animadversión de sus contemporáneos a Quevedo, quien había satirizado a la represiva sociedad española en sus dos obras anteriores, también mencionadas por el madrileño en la introducción en un intento de afirmar su propiedad literaria sobre su serie.
El autor afirma la verdad suprema contenida en el Infierno con elegancia y majestuosidad, aunque nada más entrar en él su estilo se torna grosero y alaba a los demonios que habitan allí. A través del relato se constata el horror que el narrador experimenta en el infierno, donde se encuentra a «gente peor que Judas». Al final del discurso sale espantado, aunque no experimenta la paz, sino que conserva el espanto de haber conocido a Lucifer.
La narración se centra en una persona de nombre desconocido que no puede obtener la paz, similar a Dante en El Infierno. Quevedo no muestra un propósito piadoso; al contrario, parodia varios pasajes de la Biblia relativos al infierno, para disfrutar de manera frívola los placeres carnales del infierno, solo a través de su experiencia y dejando de lado el dogma católico. Es uno de los narradores más complejos de todo el corpus quevediano.
Al final, el narrador visita el camarín de Lucifer, escena considerada la cumbre de esta obra por su ironía y deshumanización. El espectáculo es macabro y Quevedo se burla del demonio por colocar a reyes y emperadores del mundo como ornato de su sala. También satiriza Quevedo a las mujeres y hombres adúlteros. Para ello, se sirve de sarcasmos, desfiguraciones y falsificaciones, recursos comunes en su obra.
A través de la figura del diablo, Quevedo se permite transgredir muchos de los límites literarios y verbales de la moral de la época. El paradigma del mundo al revés permite al autor satirizar las convenciones de la nobleza, la honra, la castidad, la conquista de América e incluso los zurdos.

### El mundo por de dentro

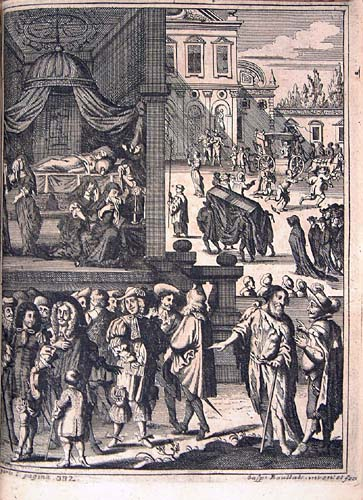
El mundo por de dentro.

Es el discurso menos humorístico y más moralizador de Quevedo, quien deja muchos pasajes de la obra al juicio interpretativo de sus lectores. Desde el título se anuncia la voluntad de analizar el «mundo interior», ya que el madrileño hace unas aclaraciones importantes con respecto al mundo «por de fuera» y «por de dentro». Sin embargo, ello no exime a Quevedo de rechazar los modelos moralistas más próximos a su época para privilegiar los de la antigüedad pagana, como los socráticos.
En las primeras líneas de discurso se menciona la condición humana de acuerdo al ascetismo contrarreformista, mientras que ya el segundo párrafo se convierte en una confesión personal sobre los errores mundanos del narrador. Todo este conjunto guarda gran similitud con el poema Heráclito cristiano, escrito por Quevedo años después. La narración toma, a partir de aquí, un sesgo alegórico y onírico matizado por dos personajes centrales: el joven, narrador ingenuo, y el viejo, guía y pastor de su pupilo. El viejo representa la antiquísima tradición clásica de la Verdad, como Virgilio durante las escenas cumbres de la Divina Comedia dantesca.
La dinámica de todo el discurso plantea el conflicto, por momentos sin resolución, entre la ingenuidad y nobleza del joven que prefiere los placeres humanos frente al desengaño del viejo, que basa su experiencia en la vida y en la doctrina cristiana. La acción se ubica en una ciudad donde la universalidad de la hipocresía es uno de los temas fundamentales. El viejo critica muchos aspectos del comportamiento social de los personajes, discurso fuertemente enraizado con la tradición judeocristiana. Quevedo satiriza especialmente las frustraciones sexuales y el machismo, asunto que ocupa casi la mitad de la obra.

### Sueño de la muerte

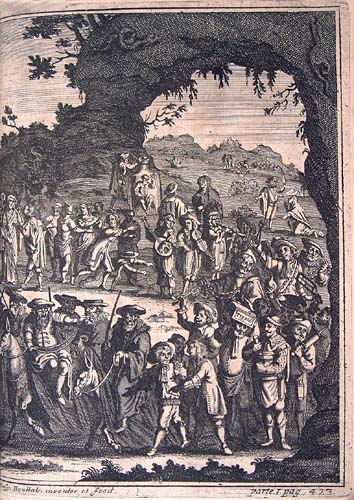
Sueño de la muerte.

El narrador, deprimido, comienza un viaje por el inframundo donde la Muerte le sirve de guía. A lo largo del trayecto va encontrando a muchos personajes muertos de la historia de España, entre ellos al marqués de Villena, quien protagoniza una áspera crítica del estado de la sociedad peninsular.
De todos los Sueños, el de la Muerte es el más sombrío y el más preciso. También es donde se pueden encontrar el mayor número de alusiones ideológicas quevedianas, sobre todo a los médicos, particularísima obsesión personal de Quevedo. Quevedo se mofa de la imagen tradicional de la muerte e incluso distorsiona su aspecto físico para alejarse de las supersticiones de su época.
La figura del tribunal de la Muerte constituye una de las innovaciones más conocidas de todos los Sueños. Directamente, es una parodia del tribunal de Dios que aparece en el Sueño del Juicio. Aquí la Muerte está rodeada de los elementos más negativos del carácter humano, como la Envidia y la Avaricia, en contraposición otra vez a los integrantes del tribunal de Dios. Es un elemento moralizante, a pesar de su carácter sumamente profano.
Es también la obra más sexual de toda la serie. A lo largo de sus páginas, se encuentra tal cantidad de personajes y situaciones que aluden directamente a la rígida moral sexual de la época de Quevedo. Una escena, por ejemplo, parodia El jardín de las delicias de El Bosco.

## Ediciones

### Antiguas
- Sueños y discursos de verdades descubridoras de abusos, vicios y engaños, en todos los oficios y estados del mundo, Barcelona, Esteban Liberos, 1627.
- Sueños y discursos de verdades descubridoras de abusos, vicios y engaños, en todos los oficios y estados del mundo, Valencia, Juan Bautista Marzal, 1627.
- Sueños y discursos de verdades descubridoras de abusos, vicios y engaños, en todos los oficios y estados del mundo, Zaragoza, Pedro Cabarte, 1627.
- Desvelos soñolientos y verdades soñadas, Zaragoza, Pedro Vergés, 1627.
- Sueños y discursos o desvelos soñolientos, Barcelona, Pedro Lacavalleria, 1628.
- Juguetes de la niñez y travesuras del ingenio, Madrid, viuda de Alonso Martín, 1631.

### Modernas

#### En obras completas
- Obras completas de don Francisco de Quevedo, edición de Aureliano Fernández-Guerra, dos volúmenes, Madrid, BAE, 1845-1849.
- Obras completas: obras en prosa, edición de Luis Astrana Marín, Madrid, M. Aguilar, 1916.
- Obras completas: obras en prosa, edición de Felicidad Buendía, Madrid, M. Aguilar, 1958. Reimpresa en 1961 y 1972.
- Francisco de Quevedo. Parte de obra completa, Madrid, Espasa Calpe, 1997.
- Obras festivas y jocosas, Barcelona, MRA, 1997.
- Prosa completa: obras satíricas y festivas, Madrid, Ediciones Ibéricas, 1997.
- Obras jocosas, Arganda del Rey, Edimat, 1998.
- Poesía moral: (Polimnia), edición de Alfonso Rey, Madrid, Támesis, 1998.
- Prosa festiva y satírica, Madrid, Aguilar, 2002.
- Antología de Quevedo, edición de Gabriel Maldonado, Boadilla del Monte, Acento Editorial, 2003.
- Obras completas en prosa, dos volúmenes, edición de Alfonso Rey, Madrid, Castalia, 2003.
- Prosa satírica, edición de Ignacio Arellano, Madrid, Ollero-Ramos, 2003.

#### Sueltas
- Las zahúrdas de Plutón, Poitiers, Mas, 1955.
- Sueños y discursos, edición de Felipe Maldonado, Madrid, Castalia, 1973.
- Los sueños, edición de José Antonio Álvarez Vázquez, Madrid, Alianza, 1983.
- Los sueños, edición de Henry Ettinghausen, Barcelona, Planeta, 1984.
- Los sueños, edición de Mercedes Etreros, Barcelona, Plaza y Janés, 1984.
- Sueños y discursos, edición de James O. Crosby, Madrid, Castalia, 1993.
- Los sueños, Madrid, Alianza, 1998.
- Los sueños, edición de Ignacio Arellano y Carmen Pinillos, Madrid, Espasa Calpe, 1998, reedición en 2001.
- Sueños, Madrid, Ediciones Libertarias-Prodhufi, 1998.
- Los sueños, edición de Ignacio Arellano, Madrid, Cátedra, 1999.
- Los sueños, Barcelona, Edicomunicación, 1999.
- Sueños y discursos, Barcelona, Bibliotex, 1999.
- Los sueños, edición de Àlex Broch, Barcelona, Océano Grupo, 2000.
- Los sueños, Arganda del Rey, Edimat Libros, 2000.
- Los sueños, Barcelona, Planeta, 2002.